# Nicoll Highway
Nicoll Highway – stacja podziemna Mass Rapid Transit (MRT) na Circle Line w Singapurze.